# ザスロン (レーダー)
BRLS-8B 「ザスロン」は、1975年から1980年にかけてソビエト連邦のV・V・チホミーロフ記念機器製作科学研究所が開発した全天候型多機能空中レーダー。戦闘機用としては世界初となるパッシブ・フェーズドアレイ（PESA）レーダーであり、MiG-31要撃機の火器管制システムの一部として開発された。 
NATOのコードネームはフラッシュダンスで、「SBI-16」「RP-31」「N007」「S-800」などの名称が付けられている。名称はロシア語で「防壁」という意味。 

## 説明
ザスロンは、パッシブ・フェーズドアレイ（PESA）とデジタル信号処理を採用したパルスドップラーレーダーである。ザスロンで使用するアンテナは、2つの独立した電子制御アレイ、1,700個の放射素子を持つXバンドレーダと64個の放射素子を持つLバンドトランスポンダを1つのアンテナにまとめたマルチチャンネルシステムである。アンテナの直径は1.1mで、方位角+/-70度、仰俯角+70/60度の走査範囲で固定されている。レーダーのXバンド構成品には、可逆フェライト位相シフターを採用しており、約1.2msでビームの配置ができる。機械スキャンによる前世代のレーダーが同機能の実行に数秒かかるのに対し、この性能の高さはフェーズドアレイレーダーの大きな利点の一つである。ザスロンレーダーの探知性能は、レーダー断面積（RCS）16m2の目標に対して200kmとされ、R-33レーダー誘導型またはR-40、R-60 IR誘導型空対空ミサイルのいずれかで一度に10目標同時追尾・4目標同時交戦が可能とされている。ザスロンはソ連初のルックダウン・シュートダウン可能なレーダーであった。これにより、アメリカ空軍の航空機や巡航ミサイルが探知されずにソ連領空に低空で（地形遮蔽/クラッター操作を介して）侵入することがはるかに困難になったという。 
このレーダーは、PESAレーダー（それまでは地上システムとB-1戦略爆撃機にしか搭載されていなかった）が初めてジェット戦闘機に搭載されたため、航空界で画期的な出来事となった。ザスロンレーダーは、1991年のパリ航空ショーでMiG-31要撃機とともに公開され、ロシア側は戦闘機のレドームを取り外しザスロンの革新的なアンテナが見られるようにした。また、パリではアメリカ空軍のF-117 ナイトホーク（ステルス技術を用いた革新的な戦闘機）も展示され、ロシア人はザスロンがF-117を探知できるかどうかを確かめるためにMiG-31と一緒に空中へ連れていくべきだと提案した。ロシアの専門家はザスロンが飛行中にF-117を探知できると確信していたが、残念ながらそのような競争は行われなかった。 
ザスロンはアルゴン-15Aコンピュータ（ソ連の電子計算工学研究センター（NICEVT、現NIIアルゴン）が設計したソ連初の航空機搭載デジタルコンピュータ）を使用している。 

## 仕様
1981年に採用されたRP-31 N007（ロシア語-ザスロン）。 
- ザスロンAの航空目標の検出範囲：200km（確率0.5の衝突角度でRCS 19m2に対して）
- 確率0.5で、後方のRCS 3m2の目標検出距離：35km以内[9][10]
- 検出標的数：24（元は10だった[11]）
- 攻撃対象数：6（元は4だった[12]）
- 自動追跡範囲：120km
- 熱目標の検出：56km
- 巡航ミサイルや他の目標に対して地表面を背景に検出する機会が多い。
- MiG-31は、2000年に日本のF-2が新しいJ/APG-1 AESAレーダーを導入するまで、世界で唯一のフェーズドアレイレーダーを搭載した戦闘機であった[13][14]。

他のバージョンとMiG-31BMの基本的な違い
- MiG-31BMに搭載の複合レーダーは、対空目標を一度に24機追尾でき、そのうち6機をR-33Sミサイルで同時攻撃できる。
- MiG-31M、MiG-31D、MiG-31BMの標準機は、より大型のアンテナ、より広範囲の探知範囲を持ち（AWACSサイズの目標に対して400km（250マイル）と言われている）、複数目標（対空・対地）を同時攻撃可能に改良されたザスロン-Mレーダーが搭載されている。ザスロン-Mは、直径1.4m（より大型）のアンテナで、性能はザスロンより50%-100%向上している。1994年4月にはR-37で300km離れた目標に命中させた[8]。19/20m2のRCS目標に対して400kmの捜索範囲を持ち、24目標同時追尾・6目標[4][5]（5m2で282km[6]）同時交戦ができる。目標の速度がマッハ5からマッハ6に向上し、陸上での射撃の可能性が向上した。MiG-31は極低空飛行する巡航ミサイルを迎撃・破壊できる数少ない機体の一つである[16][17]。

## 派生型
ザスロン-A
ザスロン-M
1983年の近代的なMiG-31Mと後のMiG-31BM要撃機の開発により、ザスロン火器管制レーダーの改良型であるザスロン-Mが導入された。ザスロン-Mは、アンテナを直径1.4メートルに大型化し、20m2のRCSで400kmの検出範囲へ拡大したところが元のザスロンレーダーとは異なる。一度に24個目標を同時追跡し、6目標に同時交戦する。1994年4月にはR-37ミサイルで300km離れた目標に命中させた。
ザスロン-AM
レニネッツとNIIPによる改良版。アルゴン-15Aはバゲットプロセッサに換装された。